# Municipio de Ten Mile Lake
El municipio de Ten Mile Lake (en inglés, Ten Mile Lake Township) es un municipio del condado de Lac qui Parle, Minnesota, Estados Unidos. Tiene una población estimada, a mediados de 2021, de 148 habitantes.

## Geografía
Está ubicado en las coordenadas 44°51′2″N 95°54′59″O / 44.85056, -95.91639. Según la Oficina del Censo de los Estados Unidos, tiene una superficie total de 91.9 km², de la cual 91.3 km² corresponden a tierra firme y 0.6 km² son agua.

## Demografía
Según el censo de 2020, en ese momento había 147 personas residiendo en la zona. La densidad de población era de 1.6 hab./km². El 97.96 % de los habitantes eran blancos, el 0.68 % era asiático, el 0.68 % era de otras razas y el 0.68 % era de una mezcla de razas. Del total de la población, el 0.68 % era hispano o latino.